# Дука, Ирина Михайловна
Ирина Михайловна Дука (род. 18 ноября 1945, Горький) — советская и украинская театральная актриса. 50 лет служит в киевском Театре Русской драмы им. Леси Украинки. Народная артистка Украины (1992).

## Биография
Родилась в 1945 году в Горьком в семье военного, вскоре семья переехала в Кишинёв, затем в Киев.
В 14 лет увлеклась театром, поступила в Киеве в Театральную студию при Октябрьском дворце.
В 1968 году окончила Киевский государственный институт театрального искусства им. И. К. Карпенко-Карого.
С 1968 года — актриса Театра Русской драмы им. Леси Украинки.
На сцене сыграла десятки ролей.

Полюбили Дуку в ролях красавицы Натали Пушкиной в «Последних днях» М. Булгакова, Анны в «Варварах» М. Горького, Людмилы в спектакле «Поздняя любовь» А. Островского, за нетерпеливую Гвендолен в «Как важно быть серьезным» О. Уайльда, лирическую Людмилу в «Поздней любви» А. Островского и другие разнообразные женские образы.— Татьяна Васильева, театровед, 2010 год
В 1984—1997 годах преподавала — доцент в Киевском государственном институте театрального искусства им. И. К. Карпенко-Карого.
Также выступает и как театральный режиссер, поставила с десяток спектаклей в Русской драме и три в театре «Браво». 
В 1999 году был в её режиссуре снят телеспектакль «Развод по-русски» по пьесе Надежды Птушкиной «Приходи и уводи» в постановке Театра русской драмы имени Леси Украинки.
Муж — актёр Валерий Бесараб.

## Фильмография
Редко снималась в эпизодичных ролях в кино, а также в телеспектаклях:
- 1969 — Сердце Бонивура — подруга Тани
- 1969 — Сокровища пылающих скал — член команды
- 1978 — Хозяйка (фильм-спектакль) — Лена Кошурко
- 1999 — Развод по-русски (Украина, фильм-спектакль) — Эмма, любовница
- 1999 — Школа скандала (Украина, фильм-спектакль) — леди Снируэл
- 2002 — Бабий Яр — эпизод